# Зейтинбурнуспор
Зейтинбурнуспор  (тур. Zeytinburnuspor) — турецкий футбольный клуб из стамбульского района Зейтинбурну, в настоящее время выступающий на любительском уровне, в Стамбульской любительской суперлиге. Домашние матчи команда проводит на стадионе Зейтинбурну, вмещающем около 16 000 зрителей.
История «Зейтинбурнуспора» берёт своё начало в 1953 году, с 1984 года клуб стал выступать на профессиональном уровне и подниматься в иерархии турецкого футбола. В сезоне 1987/88 команда дебютирует во Второй лиге, заняв в итоге 2-е место в Группе С вслед за получившим повышение в Первую лигу «Коньяспором». А уже в следующем чемпионате «Зейтинбурнуспор» выигрывает свою группу с солидным отрывом от ближайшего преследователя «Денизлиспора» и выходит в Первую лигу. В элите турецкого футбола с 1989-го по 1997-й год «Зейтинбурнуспор» провёл 5 сезонов, лучшим результатом для него стало 10-е место в дебютном чемпионате 1989/90. Ещё раз он занял 13-ю позицию в итоговой таблице (1993/94), в остальных же случаях (1990/91, 1994/95 и 1996/97) «Зейтинбурнуспор» оказывался в зоне вылета и возвращался во Вторую лигу. Во Второй лиге команда провела 3 сезона с 1997-го по 2000-й год. После чего началось постепенное падение «Зейтинбурнуспора» в иерархии турецкого футбола и в данное время команда выступает на местном любительском уровне.
Среди игроков, выступавших или начинавших свою карьеру футболиста в «Зейтинбурнуспоре», можно выделить Эмре Белёзоглу, воспитанника клуба, вошедшего в список ФИФА 100, также бронзового призёра Чемпионата мира 2002 года и Чемпионата Европы 2008 года, и Арифа Эрдема, игрока клуба (1990-91) и бронзового призёра Чемпионата мира 2002 года.